# Nadsłuczański Park Krajobrazowy
Nadsłuczański Park Krajobrazowy, nazywany też Szwajcarią Nadsłuczańską, obejmuje przełom rzeki Słucz, na zachodniej Ukrainie.
Przełom ten znajdujący się na pograniczu Wyżyny Wołyńskiej i Polesia Wołyńskiego należy do nielicznych miejsc na Wołyniu, gdzie w naturalny sposób odsłaniają się skały tworzące wąwóz o stromych zboczach.